# اوتار پرادش
اوتار پِرادِش (به هندی: उत्तर प्रदेश، به اردو: اتر پردیش، به انگلیسی: Uttar Pradesh که معمولاً با UP نمایش داده می‌شود) یکی از ایالت‌های شمالی کشور هندوستان است.
این ایالت با بیش از ۲۴۱ میلیون نفر جمعیت، پرجمعیت‌ترین ایالت کشوری در هند و همچنین پرجمعیت‌ترین در بین همه ایالت‌ها و استان‌های موجود در جهان است.
ترجمه تحت‌اللفظی نام اوتار پرادش «استان شمالی» است و این محدوده در گذشته (بین ۱۹۳۷ تا ۱۹۵۰ میلادی) «ایالت‌های متحد» نامیده می‌شد. لکنو به عنوان مرکز ایالت عمل می‌کند، و الله‌آباد پایتخت قضایی آن است (دادگاه عالی ایالتی در آنجا قرار دارد).
این ایالت از سمت‌های مختلف با چند ایالت دیگر هند، و کشور نپال هم‌مرز است. اوتار پرادش تاریخچه‌ای دیرینه دارد که به زمان‌های باستان بازمی‌گردد. این ایالت زمانی بخشی از امپراطوری‌های مائوریا، گوپتا و گورکانی بوده است. امروزه این ایالت برای تولیدات کشاورزی و اماکن مذهبی‌اش شناخته می‌شود. بخش‌هایی از این سرزمین مورد احترام هندوان و بوداییان است. نفوذ اسلام در اوتارپرادش به سده‌های قبل از ۶ق/۱۲م بازمی‌گردد.
این ایالت در سال ۱۹۵۰، پس از تبدیل هند به جمهوری تأسیس شد. اوتار پرادش در آن سال جانشین «ایالت‌های متحد» شد.
اوتار پرادش به ۱۸ بخش و ۷۵ ناحیه تقسیم می‌شود. در ۹ نوامبر ۲۰۰۰، ایالت جدید اوتارانچال (اکنون اوتاراکند) در منطقه تپه‌ای هیمالیای غربی اوتار پرادش تعریف و از اوتار پرادش جدا شد.
دو رود اصلی ایالت اوتار پرادش، رود گنگ و شاخه آن رود جمنا هستند که در تریونی سنگام در پرایاگراج (که قبلاً الله‌آباد نام داشت) و یک مکان زیارتی هندو است، به هم می‌پیوندند. سایر رودخانه‌های مهم ایالت گومتی و گاگرا هستند. پوشش جنگلی در این ایالت ۶٫۱ درصد از مساحت آن و مساحت قابل کشت ۸۲ درصد از کل مساحت ایالت است. مساحت خالص کشت شده ۶۸٫۵ درصد از مساحت قابل کشت است.

## جغرافیا
مساحت ایالت اوتار پرادش ۲۴۳٬۲۸۶ کیلومترمربع است و در شمال هند واقع شده است. این ایالت در میان ایالت‌های اوتارانچال، هیماچال پرادش، هاریانا، دهلی، راجستان، مادایا پرادش، چاتیسگر، جارکاند و بیهار محصور است. شهر لکنو مرکز این ایالت است و بزرگ‌ترین شهر آن کانپور است که به‌عنوان مرکز مالی و صنعتی آن به‌شمار می‌رود. مرتفع‌ترین شهر این ایالت الله‌آباد است و در این ایالت شهرهایی تاریخی مانند آگرا و بنارس وجود دارند که این ایالت را به یکی از قطب‌های مهم گردشگری کشور هند تبدیل کرده است.
ایالت اوتارپرادش دارای رودخانه‌های پرآب و زمین حاصلخیز، و از مراکز کشاورزی هند است. برخی از تولیدات کشاورزی اوتارپرادش عبارتند از: برنج، گندم، سیب‌زمینی، نیشکر، توتون و پنبه. تولیدات صنعتی اوتارپرادش کاغذ، توتون، نساجی و چرم‌سازی است و از این میان، صنعت چرم‌سازی دارای اهمیت بسیاراست.
ویژگی‌های جغرافیایی اوتار پرادش به اندازه تاریخ آن متنوع است. این ایالت از دامنه‌های هیمالیا در شمال تا دشت‌های حاصلخیز رودخانه‌های گنگ و یامونا امتداد دارد. مناطقه اصلی آن عبارتند از:
منطقه هیمالیا: کوه‌های باشکوه هیمالیا یک مرز طبیعی در امتداد مرز شمالی اوتار پرادش تشکیل می‌دهند. این منطقه دارای ایستگاه‌های تپه‌ای بکر مانند نینیتال و ماسوری است، مقاصد گردشگری محبوب که به خاطر زیبایی‌های دیدنی و آب و هوای مطبوعشان شناخته می‌شوند.
دشت‌های گنگ: دشت‌های حاصلخیز رودخانه‌های گنگ و یامونا قلب اوتار پرادش را تشکیل می‌دهند. این منطقه پرجمعیت به دلیل بهره‌وری کشاورزی خود مشهور است. محصولاتی مانند گندم، برنج، نیشکر و حبوبات به‌طور گسترده در اینجا کشت می‌شوند. منطقه دوآب، سرزمین حاصلخیز بین رودخانه‌های گنگ و یامونا، به ویژه به دلیل بازده کشاورزی خود مشهور است.
رشته کوه ویندهیا: رشته کوه ویندهیا، زنجیره‌ای از کوه‌ها است که مرز جنوبی ایالت اوتار پرادش را مشخص می‌کند. این منطقه محل جنگل‌های انبوه، آبشارها و قلعه‌های باستانی است و نگاهی اجمالی به میراث طبیعی این ایالت ارائه می‌کند.

## تاریخ
اوتار پرادش از تاریخ طولانی و باشکوهی برخوردار است که به دوران باستان بازمی‌گردد. این ایالت شاهد ظهور و سقوط امپراتوری‌های قدرتمندی بوده که هر کدام اثری ماندگار بر چشم‌انداز فرهنگی آن گذاشته‌اند.
- دوران باستان: شواهد باستان‌شناسی نشان می‌دهد که سکونت انسان در اوتار پرادش به ۱۸۰۰–۱۶۰۰ قبل از میلاد مسیح بازمی‌گردد. تمدن دره سند در اینجا شکوفا شد و مراکز مهمی مانند هاراپا و موهن‌جو دارو نشان‌دهنده پیشرفت‌های چشمگیر در شهرسازی و ساختارهای اجتماعی این منطقه بودند.
- امپراتوری موریا (۳۲۲–۱۸۵ قبل از میلاد): تحت امپراتوری موریا که توسط چندراگوپتا موریا تأسیس شد، بخش زیادی از اوتار پرادش تحت یک دولت متمرکز قرار گرفت. این دوره شاهد پیشرفت‌های قابل توجهی در زیرساخت‌ها، تجارت و هنر بود.
- عصر طلایی: گوپتاها (۳۲۰–۵۵۰ میلادی): امپراتوری گوپتا عصر طلایی را برای اوتار پرادش به ارمغان آورد. این دوره با صلح، رفاه و دستاوردهای فرهنگی و فکری قابل توجهی همراه بود. علم، ریاضیات، ادبیات و هنر در دوران حکومت گوپتا رونق گرفت.
- دوران قرون وسطی: دوره قرون وسطی در اوتار پرادش با ظهور سلسله‌های قدرتمندی مانند پراتیهاراها، راشتراکوت‌ها، سلطنت دهلی و امپراتوری مغول مشخص شد. هر سلسله اثری از خود در معماری، هنر و میراث فرهنگی ایالت برجای گذاشت. تاج محل باشکوه در آگرا، که به عنوان میراث جهانی یونسکو ثبت شده است، گواهی بر نبوغ هنری دوره گورکانی (مغولان هند) است.

حکومت استعماری و استقلال: قرن هجدهم شاهد ورود کمپانی هند شرقی بریتانیا بود، که به تدریج تسلط خود را بر هند تثبیت کرد. اوتار پرادش به عنوان یک مرکز مهم از حکومت بریتانیا در هند باقی ماند. جنبش استقلال هند در اوتار پرادش با رهبری شخصیت‌هایی مانند مهاتما گاندی و چاندراشخار آزاد، شتاب زیادی گرفت. در سال ۱۹۴۷، هند به استقلال دست یافت و اوتار پرادش به عنوان یک ایالت کلیدی در جمهوری تازه تشکیل شده پدیدار شد.

## مردم
دین در اوتار پرادش (۲۰۱۱)
زبان‌ها در اوتار پرادش در سرشماری ۲۰۱۱
جمعیت‌شناسی اوتار پرادش بازتابی از تنوع گسترده جامعه هند است. هندی زبان غالب است که اکثریت مردم به آن صحبت می‌کنند. با این حال، این ایالت به داشتن یک جامعه چندزبانه و چندفرهنگی با مناطقی از مردمان اردو، بوجپوری، آوادی و دیگر زبان‌های منطقه‌ای شناخته می‌شود.
دین نقش مهمی در زندگی مردم اوتار پرادش ایفا می‌کند. آیین هندو مذهب غالب است و جمعیت قابل توجهی از مسلمانان نیز ساکن این ایالت هستند. اوتار پرادش مملو از مکان‌های زیارتی پرشماری برای هندوها، مسلمانان، جین‌ها و بودایی‌ها است که بازتابی از کثرت‌گرایی مذهبی در هند به‌شمار می‌رود.
میراث فرهنگی اوتار پرادش پویا و متنوع است. فرم‌های موسیقی سنتی و رقص‌هایی مانند کاتاک و بانگرا بیانگران محبوبی از حیات فرهنگی این ایالت هستند. این ایالت همچنین به دلیل صنایع دستی خود مانند گلدوزی چیکن، قالیبافی و فلزکاری شهرت دارد.
ایالت اوتار پرادش جمعیت بسیار عظیمی دارد و نرخ رشد جمعیت آن نیز بالاست. از سال ۱۹۹۱ تا ۲۰۰۱، جمعیت این ایالت بیش از ۲۶ درصد افزایش یافته است. این ایالت پرجمعیت‌ترین ایالت هند است. و سهم این ایالت در جمعیت هند، ۱۶٫۲ درصد است. برآورد می‌شود که جمعیت این ایالت در سال ۲۰۲۱ در حدود ۲۴۰ میلیون نفر بوده باشد. تراکم جمعیت در این ایالت ۸۲۸ نفر در هر کیلومتر مربع است که آن را به یکی از متراکم‌ترین ایالت‌ها و قلمروهای هند تبدیل می‌کند.
زبان هندی زبان رسمی اصلی است و توسط اکثریت جمعیت صحبت می‌شود. زبان بوجپوری دومین زبان پرکاربرد در ایالت است. تقریباً ۱۱ درصد مردم آن را صحبت می‌کنند. اکثریت مردم به زبان‌های منطقه‌ای صحبت می‌کنند که طبق سرشماری، به عنوان گویش‌های هندی طبقه‌بندی شده‌اند. از میان این زبان‌ها می‌توان به زبان اودهی در ناحیه اوده در مرکز اوتار پرادش، بوجپوری که در پوروانچال در شرق اوتار پرادش صحبت می‌شود، وهمچنین زبان برج در ناحیه برج در غرب اوتار پرادش اشاره کرد. دولت ایالت، استفاده رسمی از این زبان‌ها در مناطق مربوط به آنها را به رسمیت شناخته است. زبان اردو به عنوان دومین زبان رسمی شناخته شده، و توسط ۵٫۴ درصد مردم صحبت می‌شود. از زبان انگلیسی به‌منظور ارتباطات در آموزش، تجارت، و حکومت استفاده می‌شود زبان انگلیسی عموماً به‌عنوان زبان آموزشی در مؤسسات آموزشی مورد استفاده قرار می‌گیرد و همچنین در امور تجاری و اداری نیز کاربرد دارد. سایر زبان‌های قابل‌توجهی که در این ایالت صحبت می‌شوند عبارتند از زبان پنجابی (۰٫۳ درصد) و زبان بنگالی (۰٫۱ درصد).

## گیاهان و جانوران
ایالت اوتار پرادش منابع طبیعی فراوانی دارد. در سال ۲۰۱۱ مساحت جنگل‌های ثبت شده در این ایالت ۱۶٬۵۸۳ کیلومتر مربع (۶٬۴۰۳ مایل مربع) بوده است که حدود ۶٫۹ درصد از مساحت جغرافیایی ایالت می‌باشد. با وجود جنگل‌زدایی سریع و شکار غیرقانونی حیات وحش، فلورا و فونای متنوعی همچنان در این ایالت وجود دارد. اوتار پرادش زیستگاه ۴٫۲ درصد از کل گونه‌های جلبک ثبت‌شده در هند، ۶٫۴ درصد از قارچ، ۶٫۰ درصد از گلسنگ، ۲٫۹ درصد از خزه‌تباران، ۳٫۳ درصد از سرخس‌تباران، ۸٫۷ درصد از بازدانگان، ۸٫۱ درصد از گیاهان گل‌دار است. گونه‌های متعددی از درختان، پستانداران بزرگ و کوچک، خزندگان، و حشرات در کمربند مناطق معتدل جنگل‌های کوهستانی یافت می‌شوند. گیاهان دارویی به صورت وحشی یافت می‌شوند و همچنین در کشت کلان پرورش می‌یابند. علفزارهای ترای–دوآر چراگاه مناسبی برای گاوها است. درختان برگ‌ریز مرطوب در دشت‌های فوقانی گنگ رشد می‌کنند، به ویژه در امتداد کرانه‌های رودخانه‌های آن.
این دشت از طیف گسترده‌ای از گیاهان و جانوران پشتیبانی می‌کند. گنگ (رودخانه هیمالیایی) و شاخه‌های آن زیستگاه خزندگان بزرگ و کوچک، دوزیستان، ماهی‌های آب شیرین و خرچنگ‌ها هستند. درختچه‌زارهایی مانند کرت (گیاه) (Vachellia nilotica) و حیواناتی مانند جبیر (Gazella bennettii) در رشته‌کوه‌های خشک ویندهیا یافت می‌شوند. جنگل‌های گرمسیری خشک برگ‌ریز در تمام نقاط دشت یافت می‌شوند. از آنجایی که نور خورشید زیادی به سطح زمین می‌رسد، درختچه‌ها و علف‌ها نیز فراوان هستند. بخش‌های وسیعی از این جنگل‌ها برای کشت و توسعه پاکسازی شده‌اند. جنگل‌های گرمسیری خاردار، متشکل از درختان خاردار پراکنده، عمدتاً از نوع کرت بیشتر در مناطق جنوب غربی ایالت یافت می‌شوند.
ایالت اوتار پرادش به پرندگان گسترده و متنوعش معروف است. رایج‌ترین پرندگانی که در این ایالت یافت می‌شوند عبارتند از: کبوتر، طاووس، مرغ جنگلی، کبک سیاه، گنجشک خانگی، پرندگان آوازخوان، جیجاق آبی، طوطی و طوطی دم‌دراز، بلدرچین، بلبل، مرغابی نوک‌برآمده، ماهی‌خورک‌های رودخانه‌ای، دارکوب و پاشلک.
پناهگاه‌های پرندگان در این ایالت شامل پناهگاه باخیرا، پناهگاه ملی چمبال، پناهگاه حیات وحش چاندرا پرابها، پناهگاه حیات وحش هستیناپور، پناهگاه حیات وحش کایمور و پناهگاه اوخلا هستند.
دیگر جانوران در این ایالت شامل خزندگانی مانند مارمولک، کبرا، مارهای براق هندی و تمساح پوزه‌باریک گنگی می‌شوند. از بین طیف گسترده‌ای از ماهیان، رایج‌ترین آن‌ها ماهی‌شیر و قزل‌آلا هستند. طی سال‌های اخیر، برخی از گونه‌های جانوری منقرض شده‌اند، درحالی‌که برخی دیگر، مانند شیر از دشت‌های حاشیه گنگ، کرگدن از منطقه ترای، و دلفین رودخانه‌ای گنگ و سند که بیشتر در رود گنگ یافت می‌شود، در معرض انقراض قرار گرفته‌اند. با وجود قوانین فرمانداری ایالت برای جلوگیری از شکار غیرقانونی، بسیاری از گونه‌ها همواره در معرض خطر شکار قرار دارند.

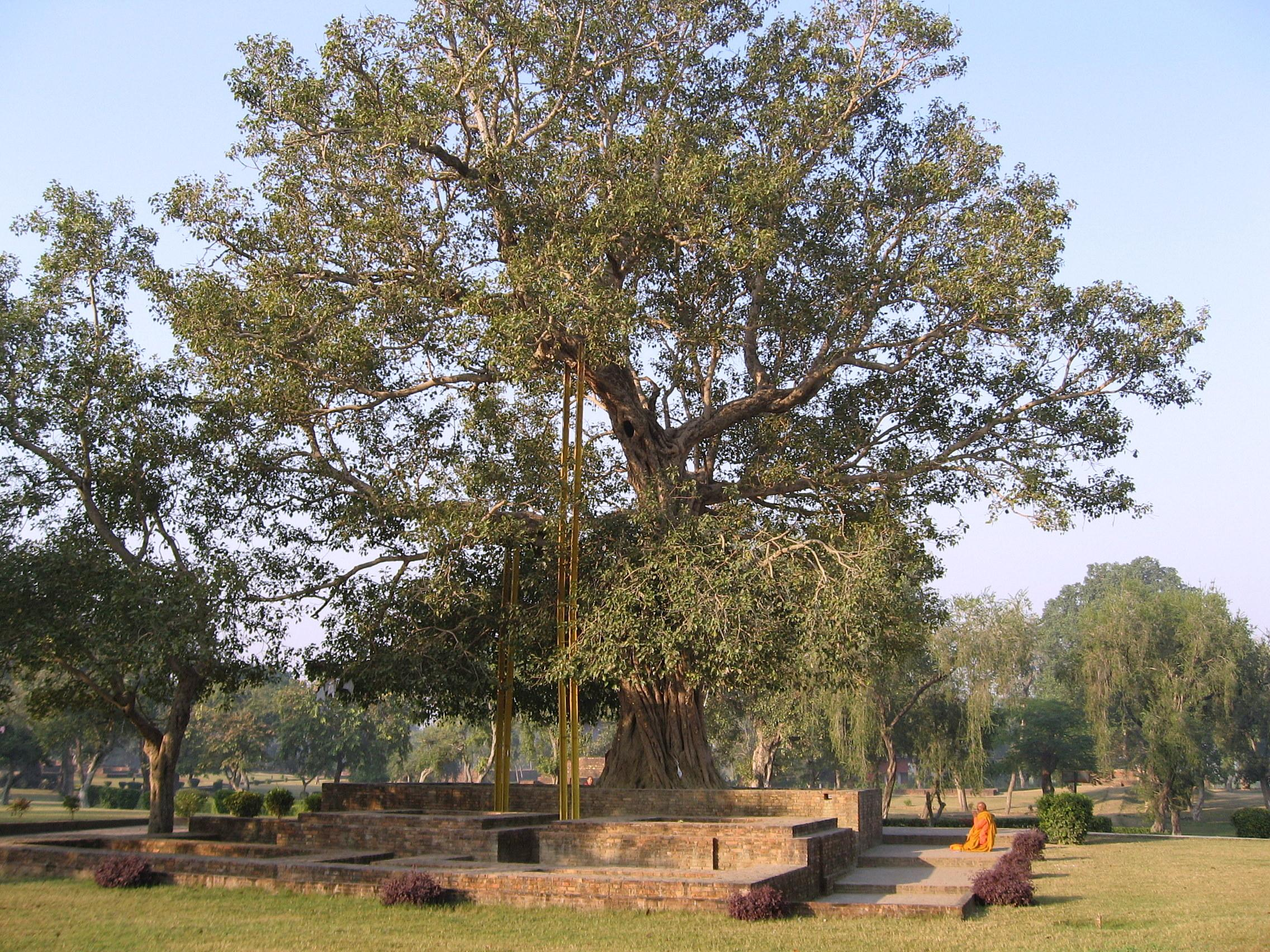
درخت آناندابودهی در صومعه جتاوانا در شهر شراوستی
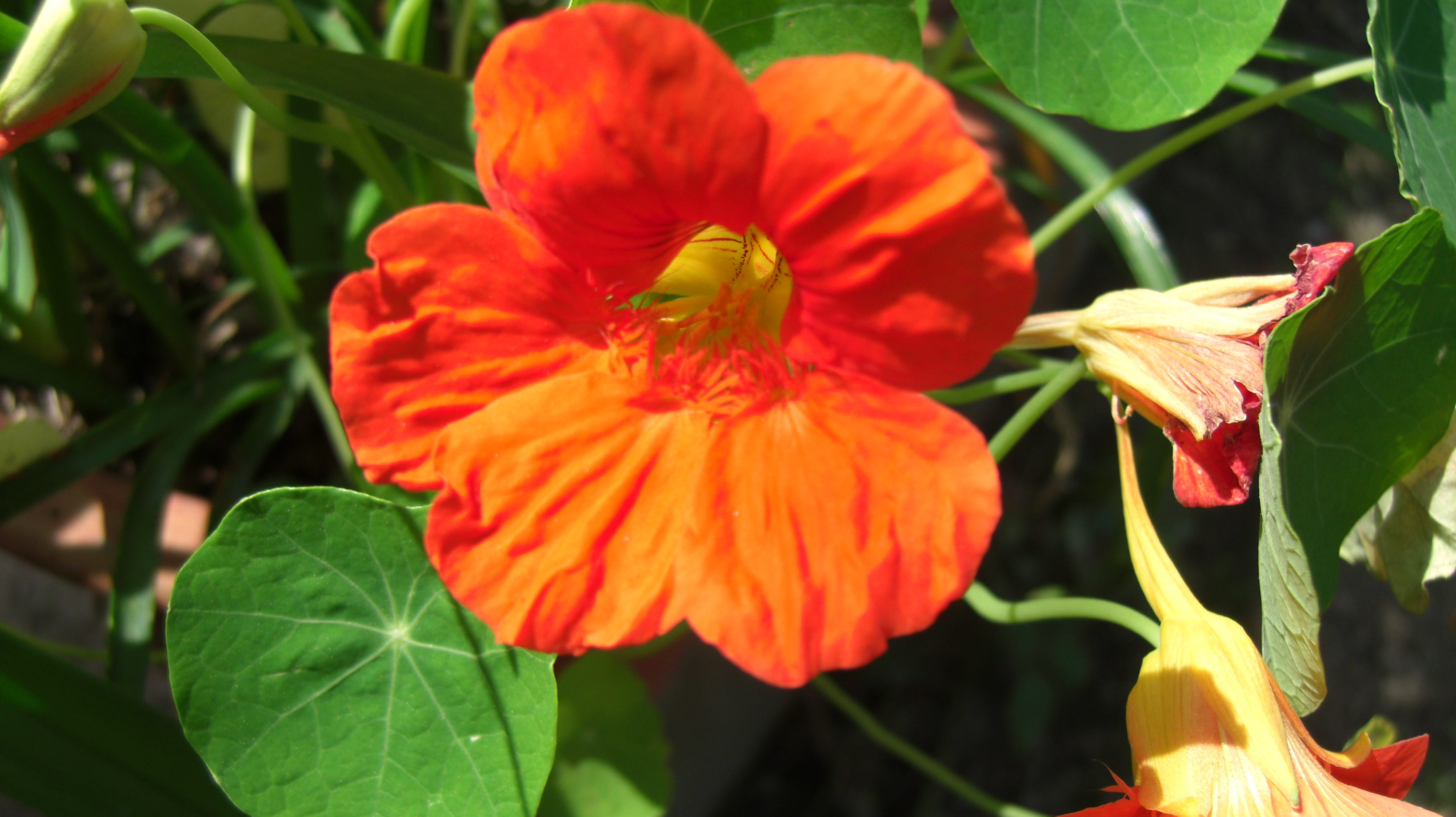
A hybrid nasturtium (گل لادن) showing nectar spur, found mainly in بخش هاردوی
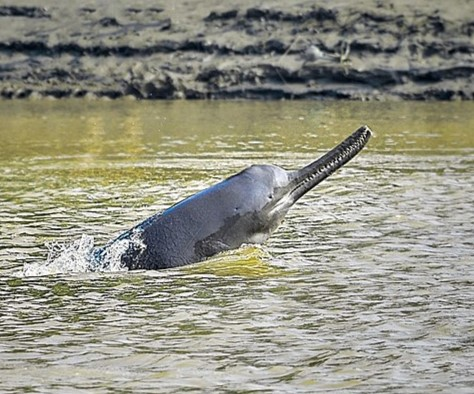
An endangered دلفین رودخانه‌ای جنوب آسیا (Platanista gangetica) lives in the Ganges river
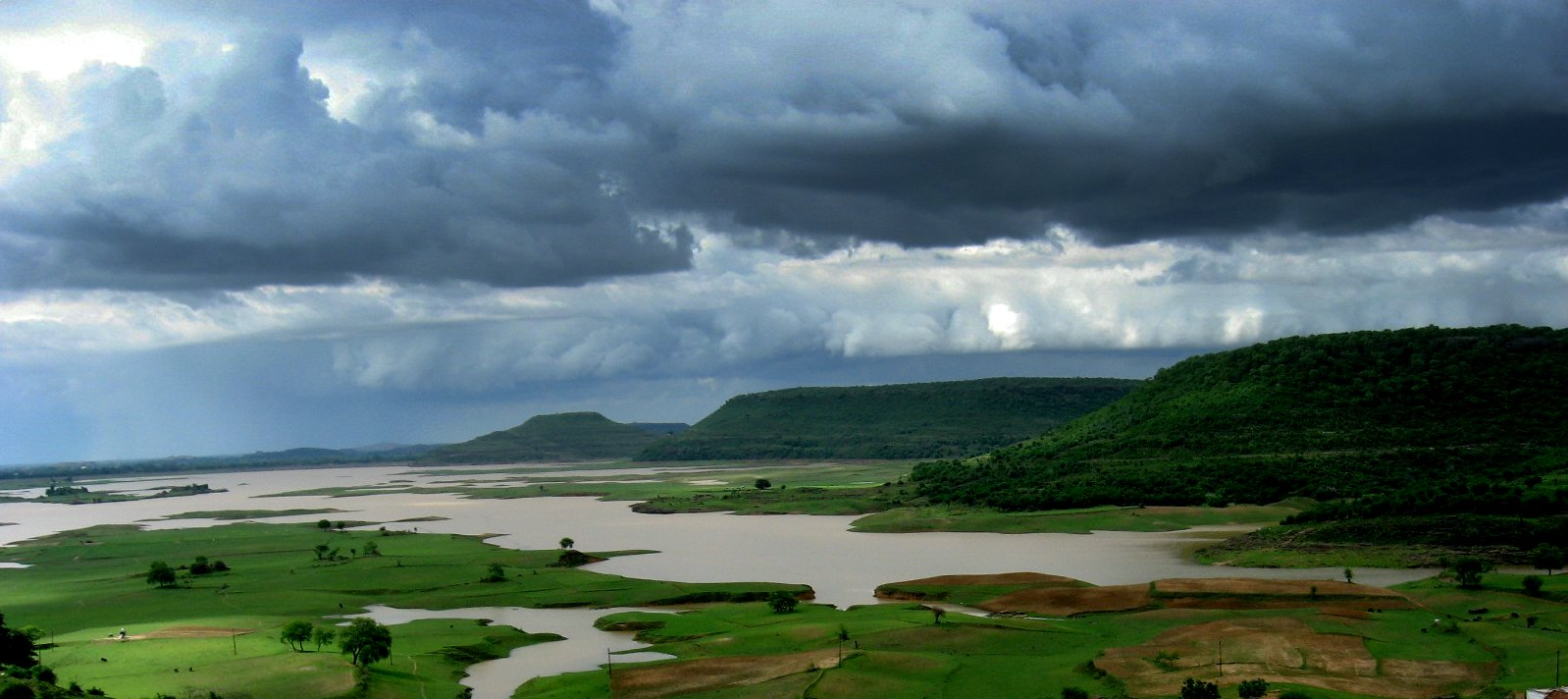
View of the Terai region
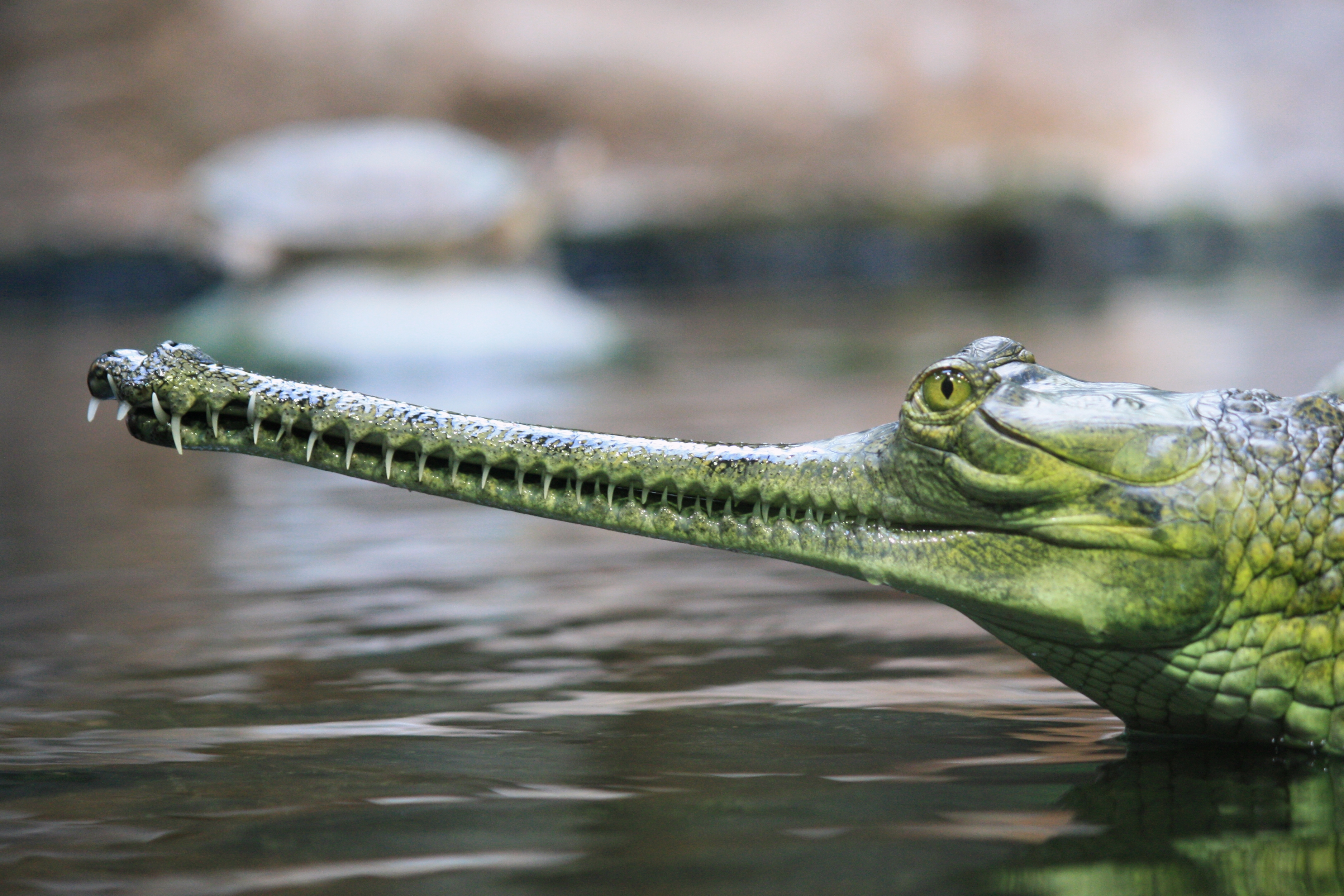
The threatened تمساح پوزه‌باریک گنگی (Gavialis gangeticus) is a large fish-eating تمساح‌سانان found in the گنگ (رود)

## نگارخانه

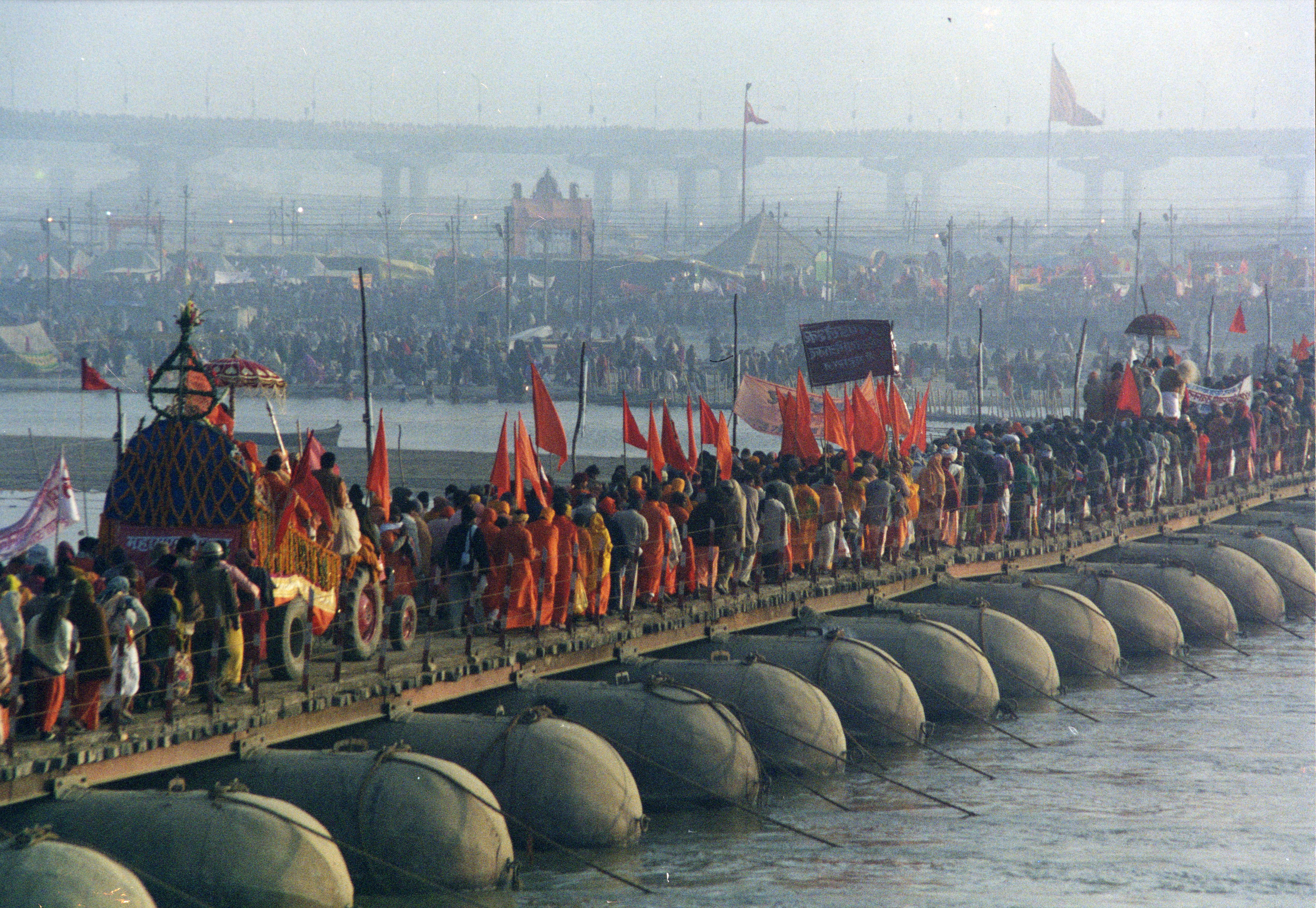
کامب ملا که بزرگترین تجمع بشری در جهان به‌شمار می‌آید
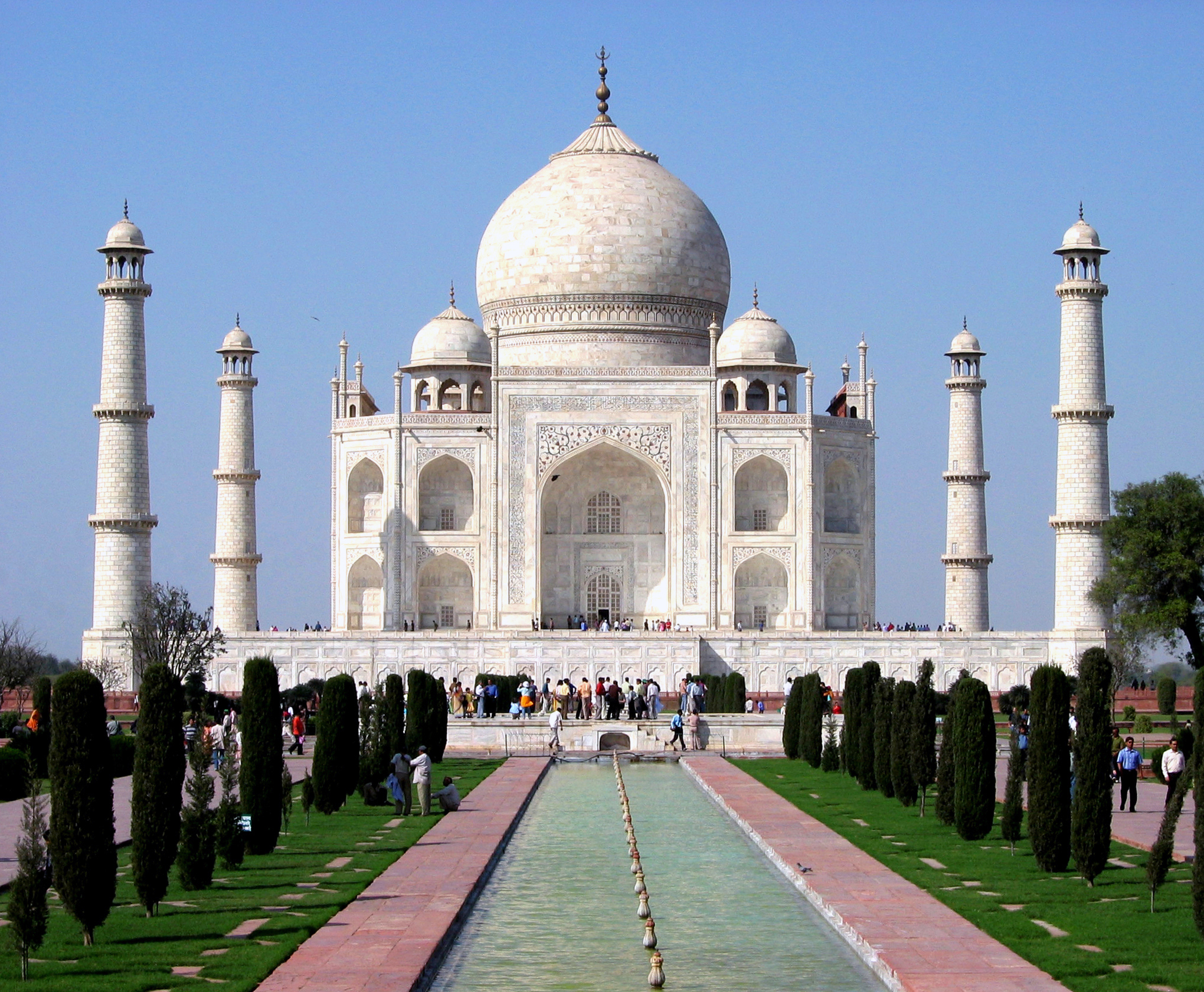
تاج محل، نماد عشق پادشاهی هندی به ملکه‌ای ایرانی
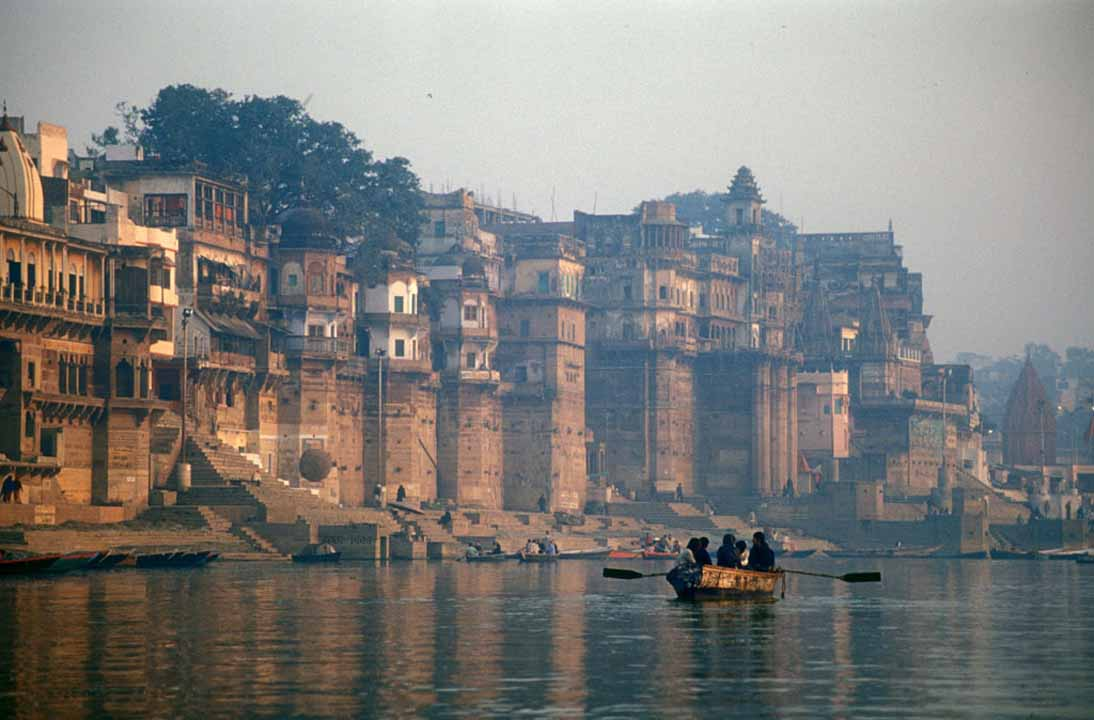
واراناسی شهری مقدس برای هندوها و بوداییان
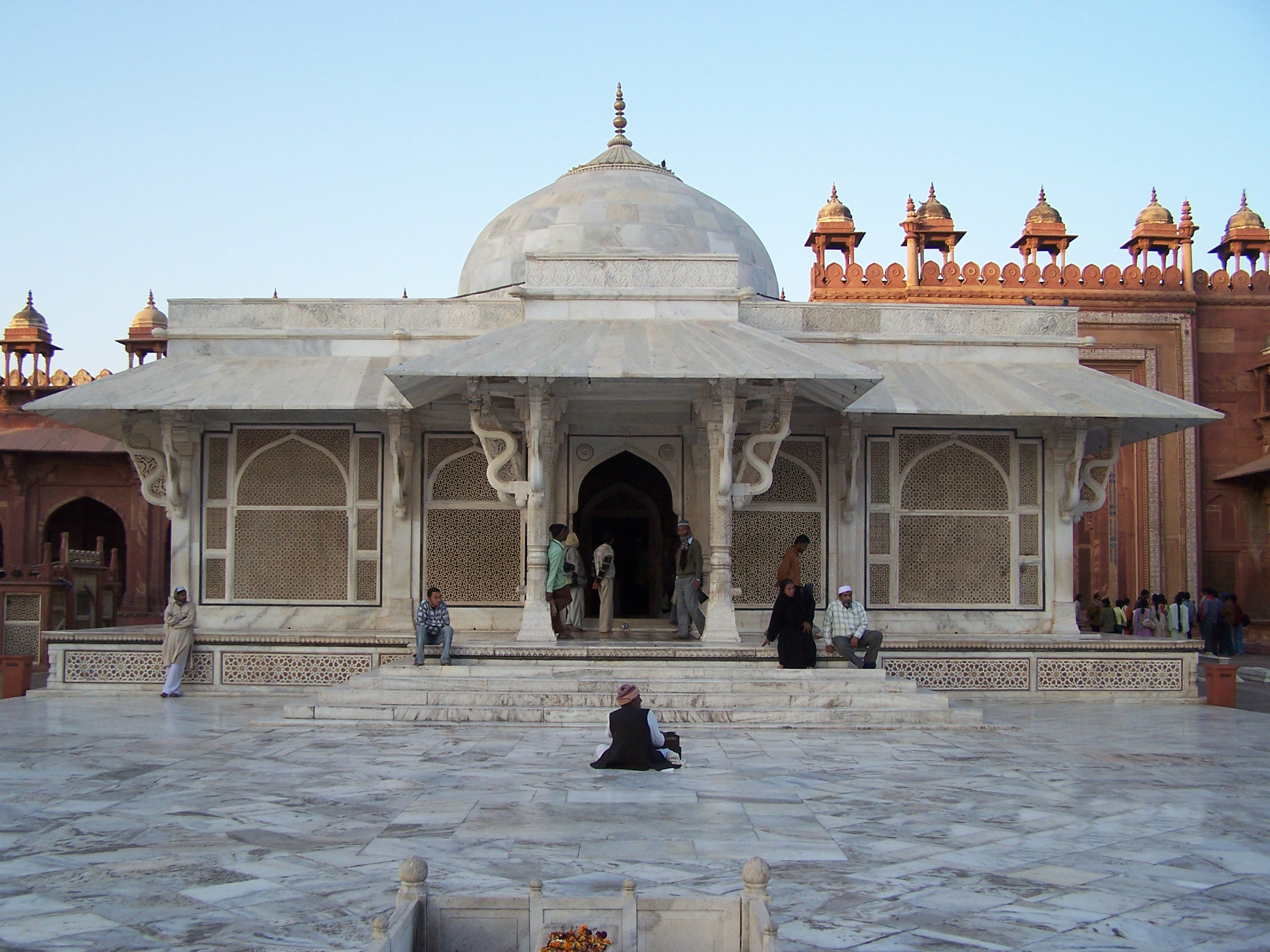
آرامگاه سلیم چشتی صوفی و عارف پرآوازه در زمان اکبرشاه
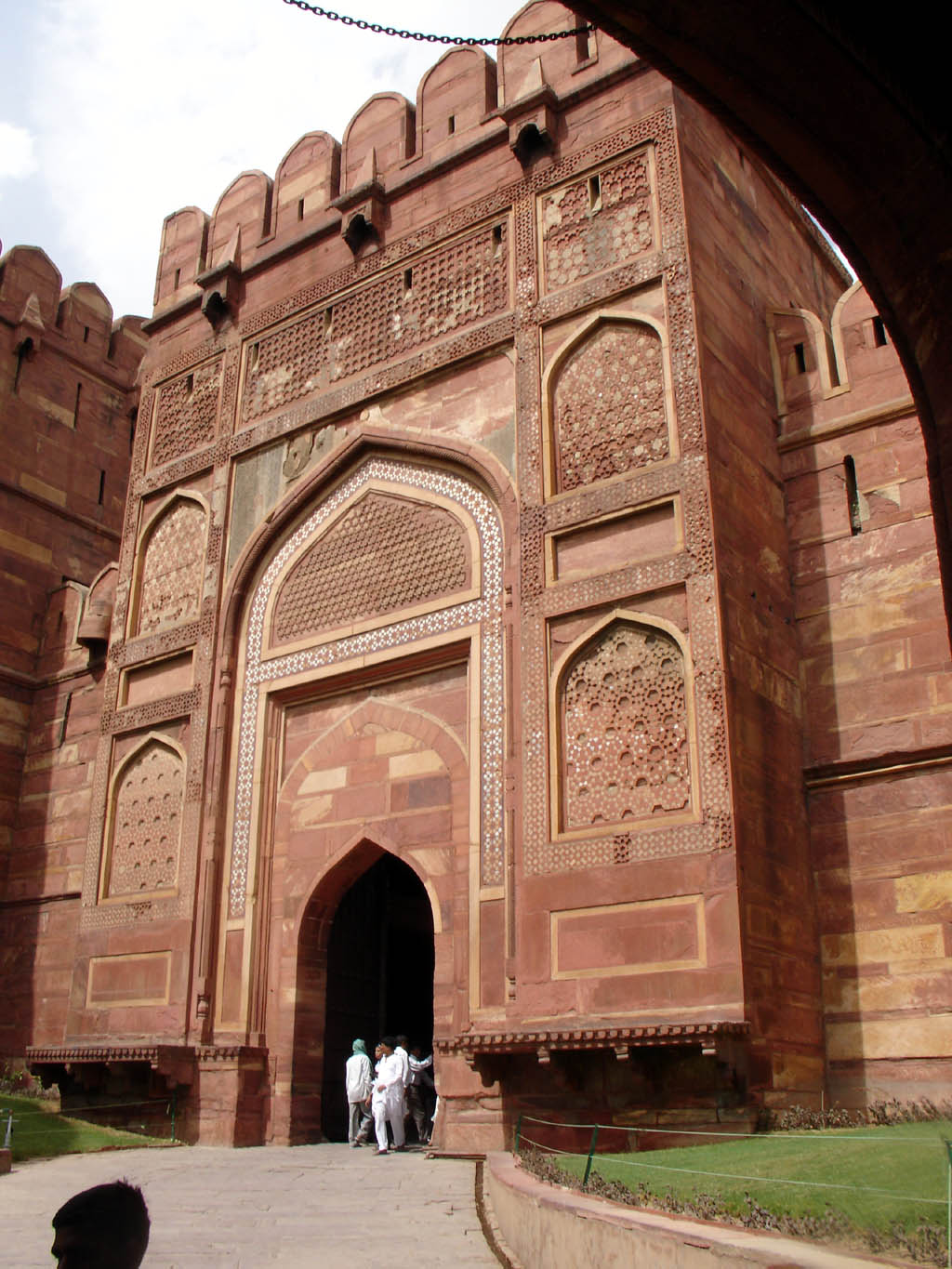
دروازه ورودی قلعه آگرا
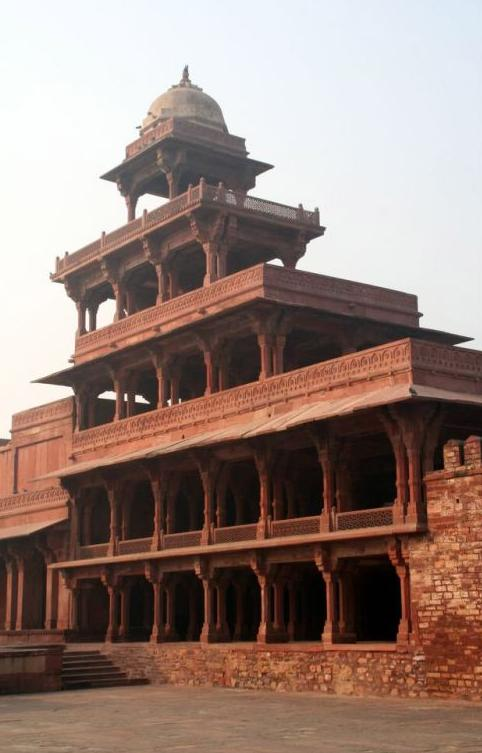
بنای پنج محل (به معنای پنج طبقه) در فاتح پور سیکری
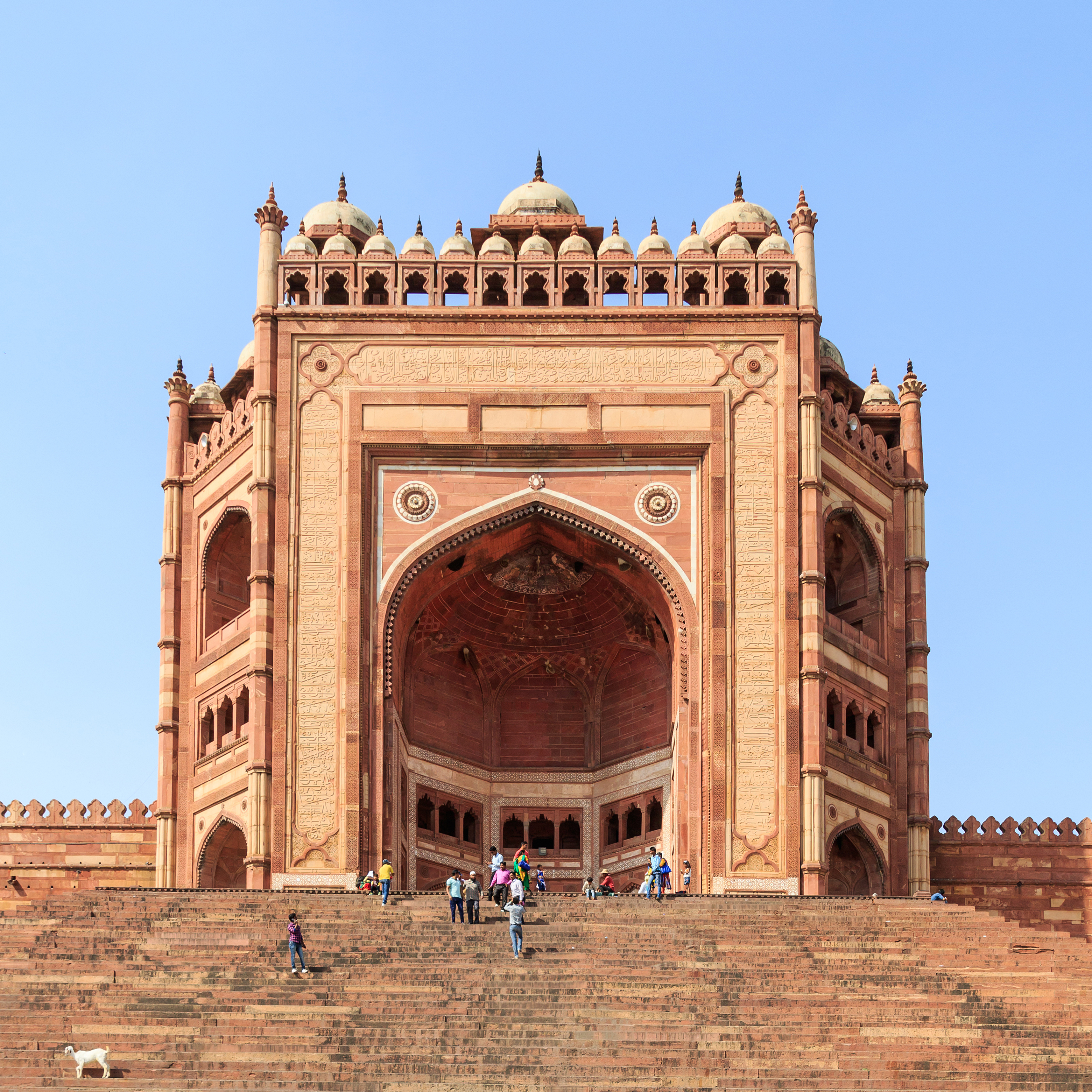
بلنددروازه در فاتح پور سیکری
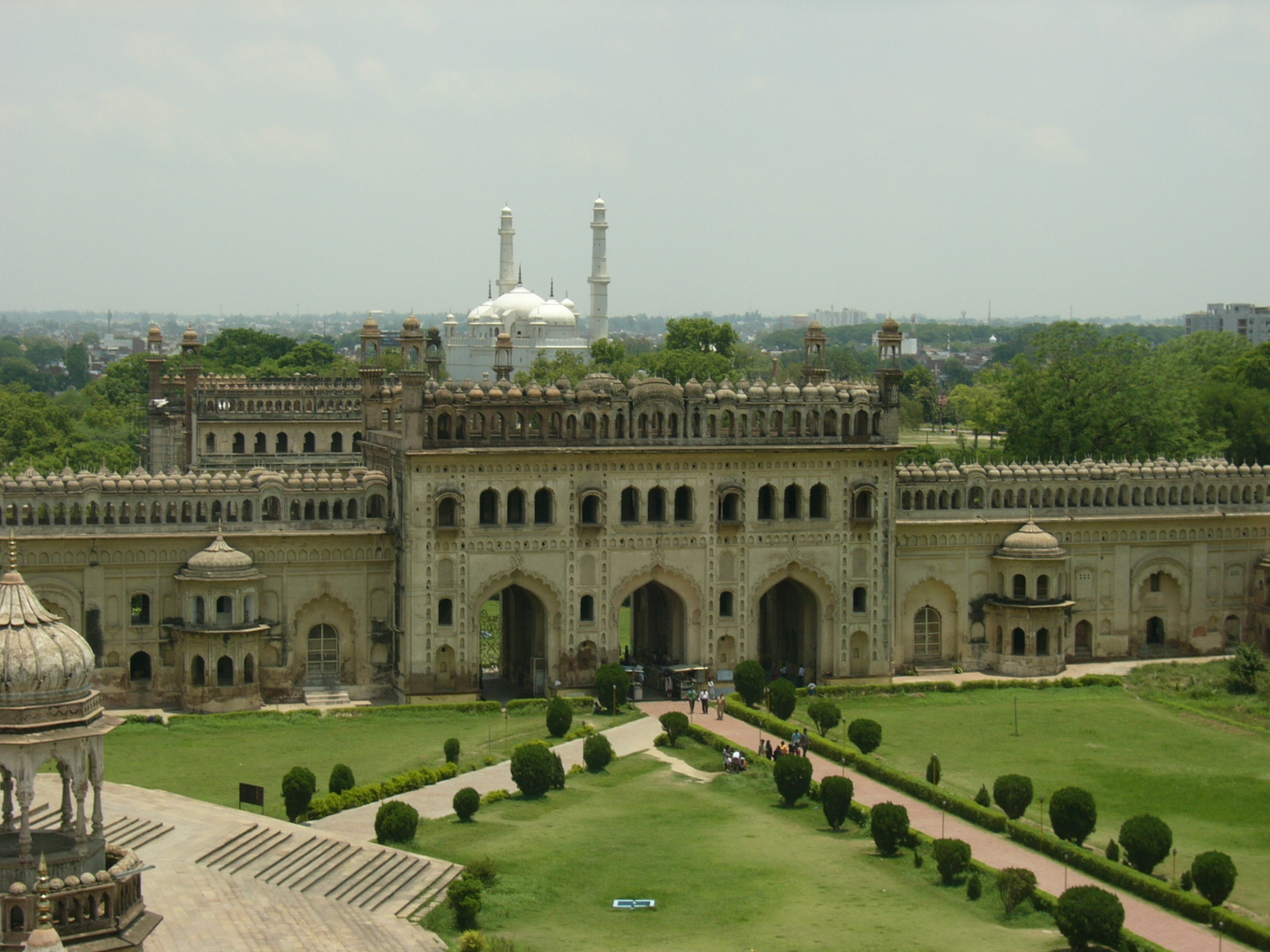
دروازه امامباره بارا
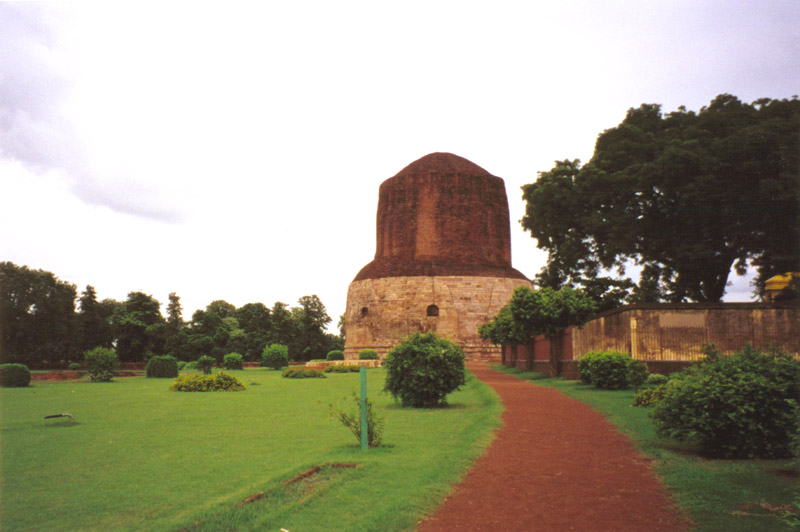
دارما استوپا واقع در سارنات مکانی که بودا نخستین بار دارما را به پیروانش آموزش داد
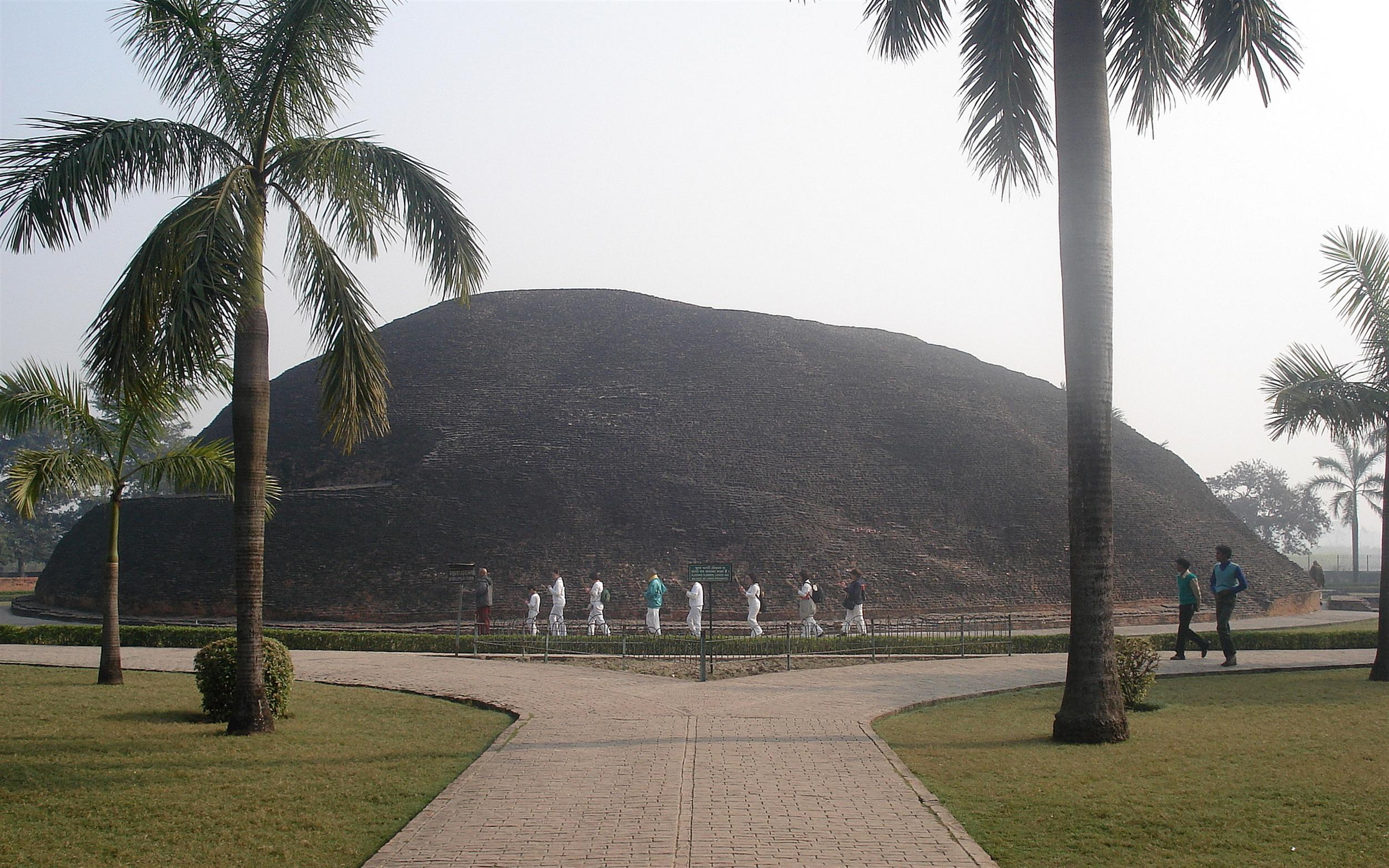
کوشینگر شهری که بودا در آن چشم از جهان فرو بست